# Villa de Vallecas
Villa de Vallecas is een district in de Spaanse hoofdstad Madrid met 65.162 inwoners. Het district is voortgekomen uit de voormalige gemeente Vallecas.

## Wijken
- Casco Histórico de Vallecas
- Santa Eugenia

Centro · Arganzuela · Retiro · Salamanca · Chamartín · Tetuán · Chamberí · Fuencarral-El Pardo · Moncloa-Aravaca · Latina · Carabanchel · Usera · Puente de Vallecas · Moratalaz · Ciudad Lineal · Hortaleza · Villaverde · Villa de Vallecas · Vicálvaro · San Blas · Barajas